# Francisco Nicolás Gómez Iglesias
Francisco Nicolás Gómez Iglesias (Madrid, 18 d'abril de 1994), conegut per la premsa espanyola com el pequeño Nicolás, és un estudiant espanyol de dret, cèlebre per haver estat detingut a l'octubre de 2014 acusat de falsedat, estafa i usurpació d'identitat. Segons sembla, el jove es va infiltrar a les altes esferes del poder polític i econòmic espanyol, arribant fins i tot a fer-se passar per membre del CNI i a assistir a la coronació de Felip VI.

## Biografia
Va créixer al barri de Prosperitat, a Madrid, i va estudiar al col·legi San Francisco de Asís, on era l'estudiant menys ric. Això va fer que es proposés d'ascendir socialment. Comença a treballar com relacions públiques de discoteques com Élite light, amb 15 anys. Cobrava un euro per persona que entrava, i en una nit n'hi podien accedir fins a mil, entre elles fills de polítics. Un any després, li feu la competència al que fou el seu cap amb la discoteca Liberata. Jaime García-Legaz li va obrir les portes de la Fundació FAES, com a coordinador d'actes per a joves. En una entrevista amb el periòdic El Mundo va dir que va ser president del Club Jove del Partit Popular de Moncloa-Aravaca.
A les festes de la Comunitat de Madrid del 2 de maig de 2008, durant un acte del PP al que estaven convidats Esperanza Aguirre i Mariano Rajoy, Gómez Iglesias va barrar el pas a la periodista Estíbaliz Gabilondo del programa CQC de la Sexta. En 2011 va aparèixer acompanyant a Rajoy quan va ser a votar en les eleccions generals de novembre d'aquell any. També ha estat present en esdeveniments públics amb Jaime Major Orella, Arturo Fernández Álvarez, José María Aznar i Jaime García-Legaz en FAES.
Mentre estudiava Dret en CUNEF, es presentava com una personalitat amb importants contactes polítics i empresarials, circumstància que utilitzava per aprofitar-se de certes entitats i persones. Va ser descrit per una amistat propera com a posseïdor «d'una ment privilegiada» i susceptible de ser qualificat com a «superdotat». Ha afirmat haver col·laborat amb el CNI, amb la Casa Real i amb la Vicepresidència del govern. Va dir ser un charlie (en l'argot del servei secret, un col·laborador fora de la nòmina) del CNI. Arran d'aquestes declaracions, i a instàncies del mateix CNI, l'advocacia de l'estat va demandar el 3 de desembre de 2014 a Francisco Nicolás per un presumpte delicte d'injúries. Al gener de 2016 va participar al programa de telerrealitat de Telecinco Gran Hermano VIP, pel qual va rebre 228.571 euros bruts.

## Presumpte suborn a empreses
Presumptament, va estafar a desenes de persones, a les quals prometia suculents negocis gràcies als seus suposats contactes en els escalafons més alts de l'Administració i el Govern espanyol, i fins i tot del CNI. Presumptament, va contactar amb OHL i Acciona, presentant-se amb una falsa identitat d'assessor del Govern, per exigir pagaments de comissions per permetre el desbloqueig de negocis i inversions.

## Presumpte intent de suborn al cas Pujol
Francisco Nicolás suposadament va contactar amb l'advocat de la família de Jordi Pujol al cas de frau fiscal, fent-se passar per un enviat del CNI exigint diners al lletrat per unes gestions per millorar la situació judicial de l'expresident de la Generalitat de Catalunya.

## La falsa visita de Felip VI a Ribadeo
El 14 agost 2014 s'esperava la visita del rei Felip VI al poble gallec de Ribadeo a causa d'un rumor que havia fet córrer Francisco-Nicolás Gómez Iglesias. Fins i tot l'alcalde del poble esperava per rebre al monarca, però només van trobar-hi el mateix Francisco-Nicolás, qui va arribar acompanyat per quatre cotxes i vuit escortes, amb les sirenes, a més de la policia local.

## Detenció
Dimarts, 14 d'octubre del 2014, va ser detingut a casa de la seva àvia per la policia nacional pels càrrecs de falsedat, estafa i usurpació d'identitat. Segons la seva versió la detenció es va produir per sis membres de la Unitat d'Assumptes Interns del Cos Nacional de Policia. Durant les 72 hores que va durar la seva detenció —el màxim previst per la llei— va assegurar haver rebut tortures psicològiques en comissaria.